# Francisca Aronsson
Francisca Aronsson, född 12 juni 2006 i Göteborg, är en svensk-peruansk skådespelare. Hon är sedan 2019 utsedd till Goodwill-ambassadör för UNICEF.
Aronsson har bland annat medverkat i filmen Margarita där hon spelade titelkaraktären. Hon har även bland annat medverkat i TV-serierna Te volveré a encontrar och HIT.

## Filmografi (i urval)
- 2016 – Margarita
- 2020 – Te volveré a encontrar (TV-serie)
- 2022 – HIT (TV-serie)